# ドクターGの島
『ドクターGの島』（ドクタージーのしま）は、江戸川乱歩の小説『孤島の鬼』を原作とする、高階良子による日本の漫画作品。
『なかよし』（講談社）にて1974年4月号から1974年8月号まで連載された。

## あらすじ
高校生の美杉小夜子は姉・朝子の恋人・木崎俊一に密かに恋していた。しかし、何者かに彼を殺され、姉まで白昼の衆人の中で殺害された。小夜子の周囲をうろつく者を追ってたどり着いたのは高校に出入りしていた諸戸道雄の家、そこには異様な生物が飼われていた。そして、小夜子の元へ亡くなった俊一から「系図」と「日記」が届く。

## 主要登場人物
美杉小夜子（みすぎ さよこ）
主人公。姉・朝子とその婚約者・俊一の不審な死を追い「ドクターGの島」へ渡る。
諸戸道雄（もろと みちお）
医学者。小夜子に想いを寄せながらも歪んだ愛情表現しかできない。
美杉朝子（みすぎ あさこ）
小夜子の姉。俊一と婚約していたが、ある日突然何者かに殺害される。
木崎俊一（きざき しゅんいち）
朝子の婚約者で小夜子の初恋の人。朝子共々何者かに殺害される。
健二（けんじ）
人造シャム双生児の片割れの美少年。ハルに惚れられている。
ハル
人造シャム双生児の片割れの少女。お世辞にも女の子らしいとは言えないがさつな少女。健二に惚れており、彼と親しくなった小夜子に嫉妬している。

## 書誌情報
- ドクターGの島（講談社コミックスなかよし、初版発行日 1978年8月5日）
- ドクターGの島（ぶんか社ホラーMコミック文庫）：「ドクターGの島」「堕天使の人形」「白い旋律」を収載。